# 柿生駅

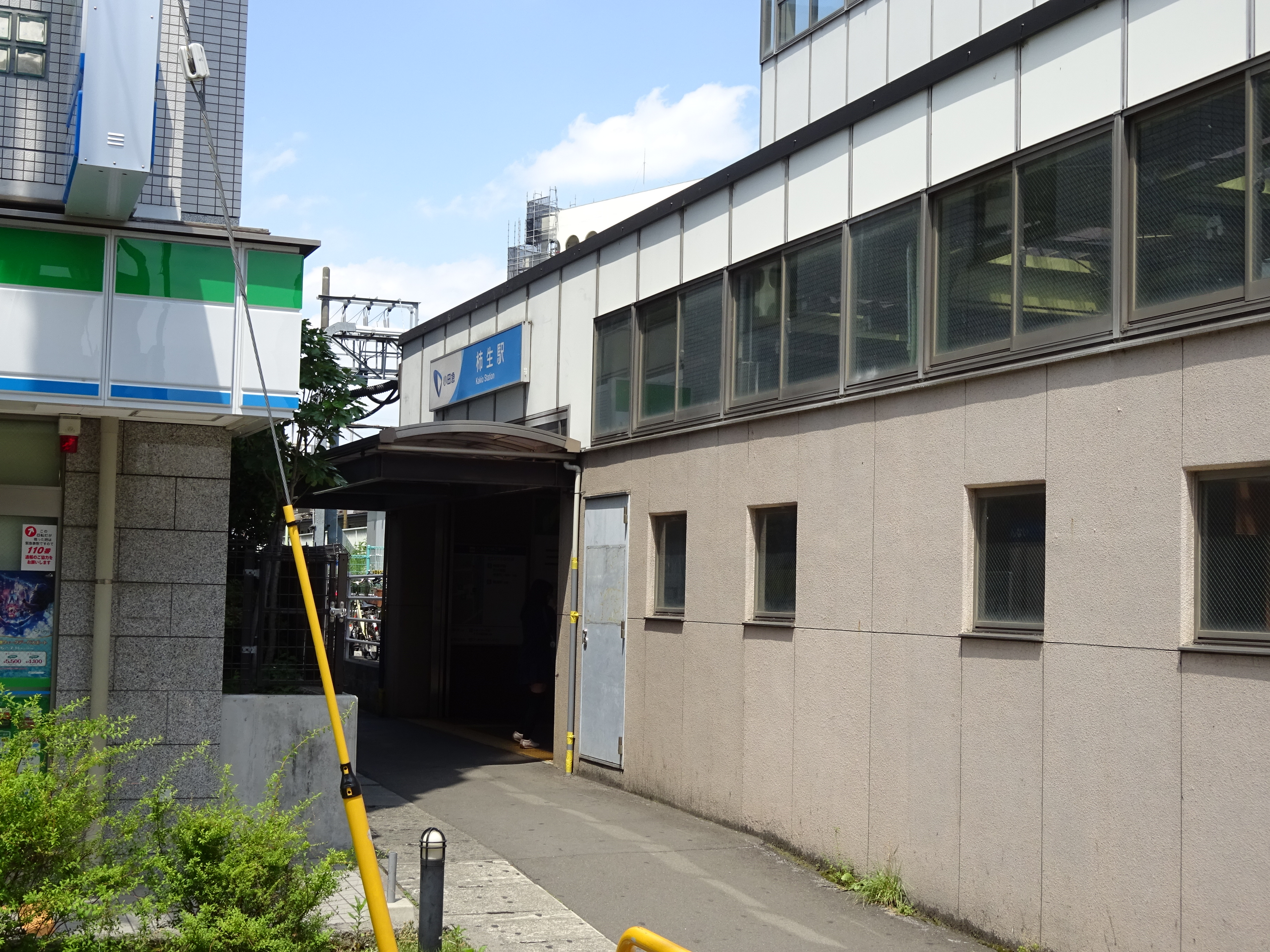
北口（2017年6月）

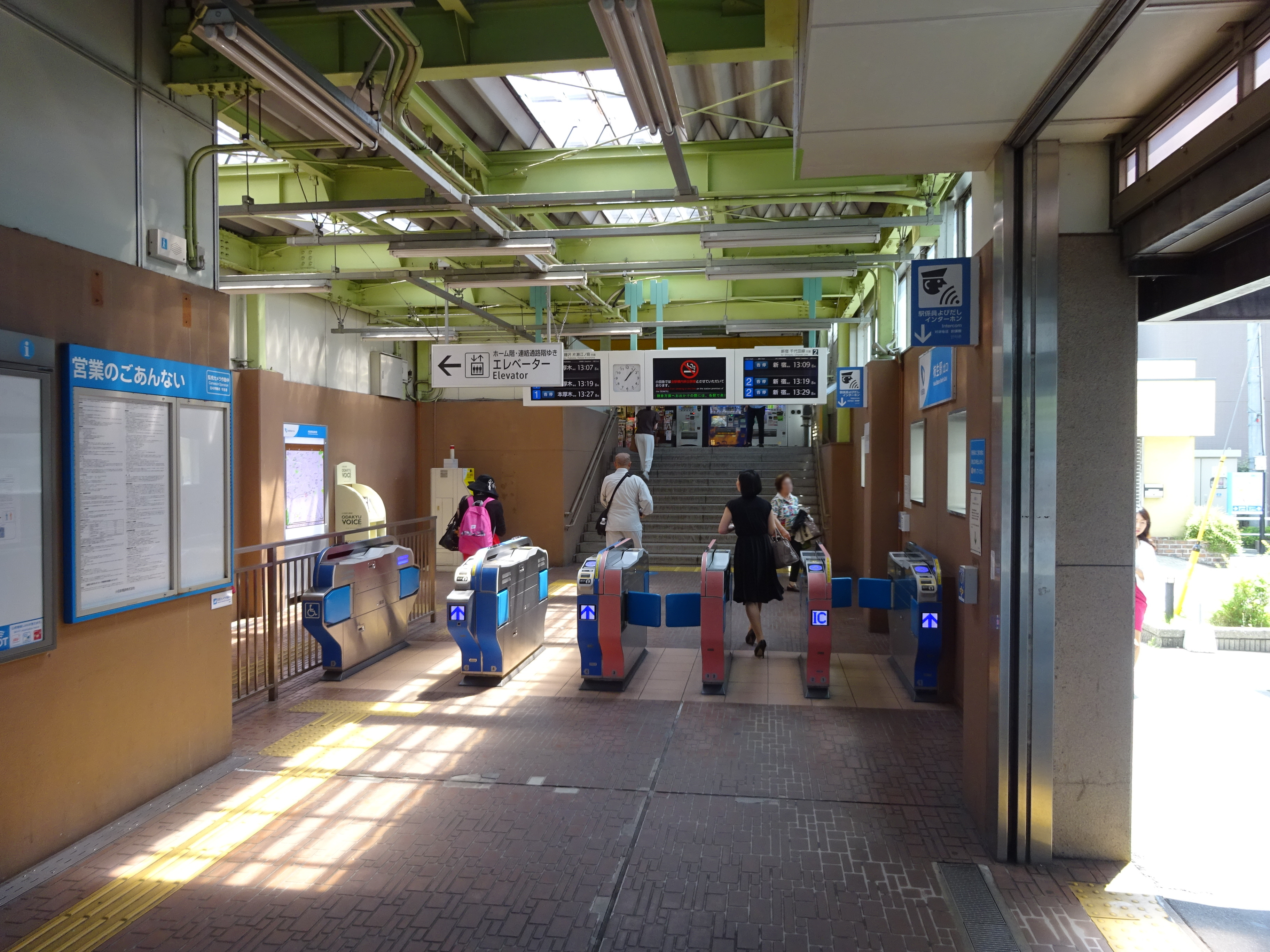
北口改札口（2017年6月）

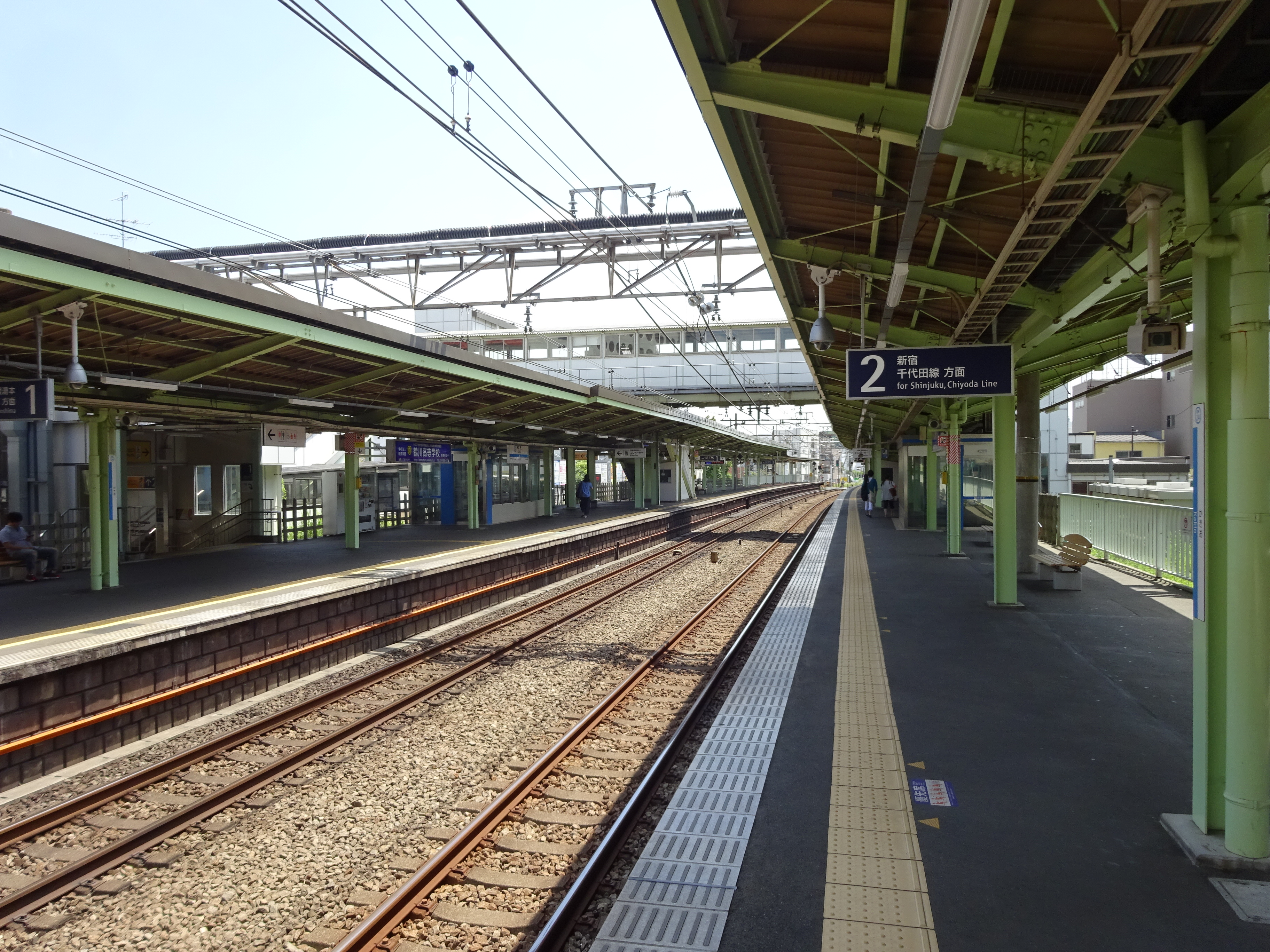
ホーム（2017年6月）

柿生駅（かきおえき）は、神奈川県川崎市麻生区上麻生5丁目にある、小田急電鉄小田原線の駅である。駅番号はOH 24。

## 歴史
現在の川崎市麻生区にある駅としては小田急小田原線開通時よりある一番古い駅の1つである。現在、麻生区の中心駅となっている東隣の新百合ヶ丘駅は1974年（昭和49年）開設であり、その他の区内の駅も戦後新興住宅地開発に合わせて造られた駅ばかりであるため、区内で戦前からある鉄道駅としては唯一である。

### 年表
- 1927年（昭和2年）4月1日：開設。「直通」の停車駅となる。各停は新宿駅 - 稲田登戸駅（現・向ヶ丘遊園駅）間のみであり、当駅までの運行はなかった。
- 1937年（昭和12年）9月1日：小田原駅方面行「直通」に限り停車開始（片瀬江ノ島駅行「直通」は、通過）。
- 1945年（昭和20年）6月：従来、新宿駅 - 稲田登戸駅間のみの運行の各停が全線で運行されることとなり、停車駅となる。同時に「直通」は廃止される。
- 1946年（昭和21年）10月1日：準急新設、停車駅となる。
- 1948年（昭和23年）9月：桜準急新設、停車駅となる。
- 1960年（昭和35年）3月25日：通勤準急新設、停車駅となる。
- 1977年（昭和52年）11月20日：待避線（副本線）使用中止。後に撤去。
- 1999年（平成11年）：北口に自動改札機新設。
- 2004年（平成16年）12月11日：区間準急新設、停車駅となる[1]。
- 2007年（平成19年）4月1日：南口に暫定バスターミナル開設。
- 2014年（平成26年）1月：OH 24の駅ナンバリング導入、使用開始[2]。
- 2018年（平成30年）3月17日：ダイヤ改正に伴い、通勤準急新設、停車駅となる[3]。

### 駅名の由来
禅寺丸柿の原産地であり、柿の名産地であったことから名付けられた「柿生村」という地名から、「柿生」と名付けられる。なお柿生村自体は1939年（昭和14年）4月に川崎市へ編入されており、地名としては現存しない。

## 駅構造
相対式ホーム2面2線を有する地上駅。
新百合ヶ丘駅開設前は島式ホーム2面4線を有していたが、ホーム延伸の必要性などから現在の規模に縮小された。直後に鶴川駅で上り待避線の運用が開始されている。
改札口は東（南口、下りホーム）および西（北口、上りホーム）にある。特急券売り場は南口にある。改札口と跨線橋を連絡するエレベーターが設置されている。トイレは下りホームに設置されている。
上りホームには改札付近にOX SHOPが2018年（平成30年）8月23日まで出店していた。なお、2009年（平成21年）3月31日までは下りホームに箱根そばが出店していた。

### のりば
| ホーム | 路線     | 方向 | 行先                   |
| ------ | -------- | ---- | ---------------------- |
| 1      | 小田原線 | 下り | 小田原・片瀬江ノ島方面 |
| 2      | 小田原線 | 上り | 新宿・ 千代田線方面    |

2012年度（平成24年度）設備投資計画において行先案内表示器新設が盛り込まれた。

## 利用状況
2024年度（令和6年度）の1日平均乗降人員は34,337人である。小田急線全70駅中31位。
近年の1日平均乗降・乗車人員の推移は以下の通り。
| 年度               | 1日平均 乗降人員 | 1日平均 乗車人員 | 出典     |
| ------------------ | ---------------- | ---------------- | -------- |
| 1995年（平成07年） |                  | 19,029           | [ * 1 ]  |
| 1996年（平成08年） |                  | 18,316           |          |
| 1997年（平成09年） |                  | 18,225           |          |
| 1998年（平成10年） |                  | 18,143           | [ * 2 ]  |
| 1999年（平成11年） |                  | 17,847           | [ * 3 ]  |
| 2000年（平成12年） |                  | 17,706           | [ * 3 ]  |
| 2001年（平成13年） |                  | 17,715           | [ * 4 ]  |
| 2002年（平成14年） | 34,655           | 17,413           | [ * 5 ]  |
| 2003年（平成15年） | 34,478           | 17,367           | [ * 6 ]  |
| 2004年（平成16年） | 35,029           | 17,391           | [ * 7 ]  |
| 2005年（平成17年） | 35,143           | 17,482           | [ * 8 ]  |
| 2006年（平成18年） | 35,288           | 17,574           | [ * 9 ]  |
| 2007年（平成19年） | 35,390           | 17,671           | [ * 10 ] |
| 2008年（平成20年） | 35,443           | 17,701           | [ * 11 ] |
| 2009年（平成21年） | 34,825           | 17,373           | [ * 12 ] |
| 2010年（平成22年） | 34,876           | 17,412           | [ * 13 ] |
| 2011年（平成23年） | 34,736           | 17,335           | [ * 14 ] |
| 2012年（平成24年） | 35,258           | 17,603           | [ * 15 ] |
| 2013年（平成25年） | 35,933           | 17,923           | [ * 16 ] |
| 2014年（平成26年） | 35,809           | 17,882           | [ * 17 ] |
| 2015年（平成27年） | 36,832           | 18,406           | [ * 18 ] |
| 2016年（平成28年） | 37,413           | 18,703           | [ * 19 ] |
| 2017年（平成29年） | 37,504           | 18,764           | [ * 20 ] |
| 2018年（平成30年） | 38,270           | 19,163           | [ * 21 ] |
| 2019年（令和元年） | 37,634           | 18,843           | [ * 22 ] |
| 2020年（令和02年） | 28,163           | 14,133           | [ * 23 ] |
| 2021年（令和03年） | 29,628           |                  |          |
| 2022年（令和04年） | 31,978           |                  |          |
| 2023年（令和05年） | 33,630           |                  |          |
| 2024年（令和06年） | 34,337           |                  |          |

## 駅周辺

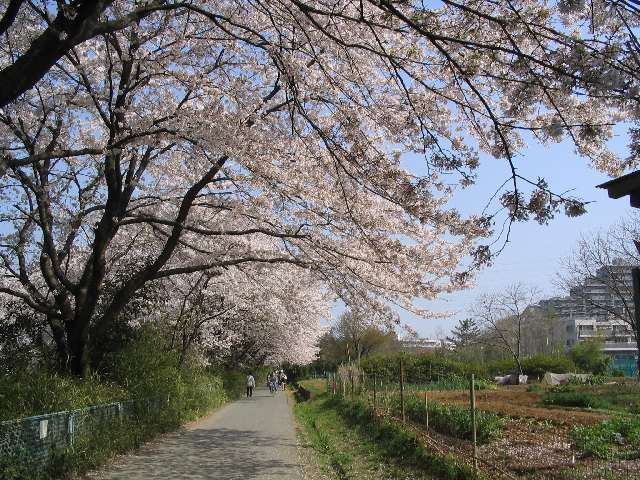
麻生川の桜並木（2005年4月10日）

南口には商店街、麻生警察署柿生駅前交番、川崎信用金庫 柿生支店、柿生郵便局およびJAセレサ川崎柿生支店がある。商店街の東方は丘陵を造成した大規模な住宅地であり、到達するには急な坂を経由する必要がある。また、北口には2軒のスーパーマーケット（マルエツ 柿生店・そうてつローゼン 柿生店）、横浜銀行柿生支店、川崎市麻生消防署柿生出張所がある。
路線バス乗り場は南口（東側）と北口（西側）、タクシー乗り場は南口にある。
駅前道路と駅前広場は極端に狭い。その原因は、津久井道の旧道がそのまま駅前商店街になっていると言う歴史的経緯や、駅開設当初の土地買収方法などに起因しているため、2011年（平成23年）現在、再開発事業で30階建てのタワーマンションが建つ計画されている。道路事情の悪さについてはマスメディアでも何度か紹介されており、駅周辺では交通整理をする警備員の姿が常時見られる。
駅前道路の安全性確保のため、2007年4月1日から駅南口隣接地に暫定のバスターミナルを設置した。これを契機に再開発事業が計画されている柿生町田線の駅前部分180mを先行開発することも進められている。
駅北部に川崎市立柿生小学校、麻生図書館柿生分館、NTT東日本川崎北支店柿生および柿生緑地がある。川としては麻生川および片平川が流れている。片平川は駅西部で麻生川へ流入し、麻生川は下麻生において鶴見川へ流入する。小田急線は駅南部において麻生川を横断する。駅北部においては小田急線は麻生川と並行して走り、麻生川沿岸には600m程に渡って桜並木および集合住宅群がある。また、駅南部には川崎市立柿生中学校や柿生地区会館（麻生区役所柿生出張所）がある他、麻生川に沿って3つの病院（麻生総合病院・麻生リハビリ総合病院・柿生記念病院）が並んでいる。その西方には麻生環境センター（下水処理場）および緑の広場がある。
主要道路は、駅西部を小田急線と並行に走り拡幅計画のある津久井道（県道3号）、および南部で枝分かれして柿生陸橋となり麻生川と平行に走る横浜上麻生道路（県道12号）である。なお、津久井道は鶴川駅北東において鶴川街道と合流する。
西部は東京都町田市能ヶ谷に接し、南部は同市三輪町に接している。日立製作所原子力事業部王禅寺センタなどが付近にある。
当駅から鴨志田団地循環バスに乗車して「寺家ふるさと村停留所」で下車、または市が尾駅・桐蔭学園方面行バスに乗車して「鉄町（）停留所」で下車すると、寺家ふるさと村（横浜市青葉区寺家町）がある。ここには昔のこの辺りの農村の姿と民家が保存されている。
フェリシア高等学校（町田市三輪町）は当駅及び鶴川駅が最寄駅である。また、神奈川県立麻生総合高等学校（片平）は当駅が最寄駅である他、桐蔭学園へのバスでのアクセスが可能な駅の一つである。

## バス路線
路線バスは、小田急バス、川崎市交通局（川崎市バス）、東急バスの3事業者が乗り入れている。以前は東急東横線綱島駅まで運行されるバス路線もあったが、東急田園都市線開業に伴い路線が分断されており、現在では東急線方向へは田園都市線各駅までの運行となっている。付近の多摩丘陵が宅地開発される以前から運行されている比較的長距離の路線が多い。2025年3月までは神奈川中央交通東（神奈中バス）も北口付近に乗り入れていた。

### 南口

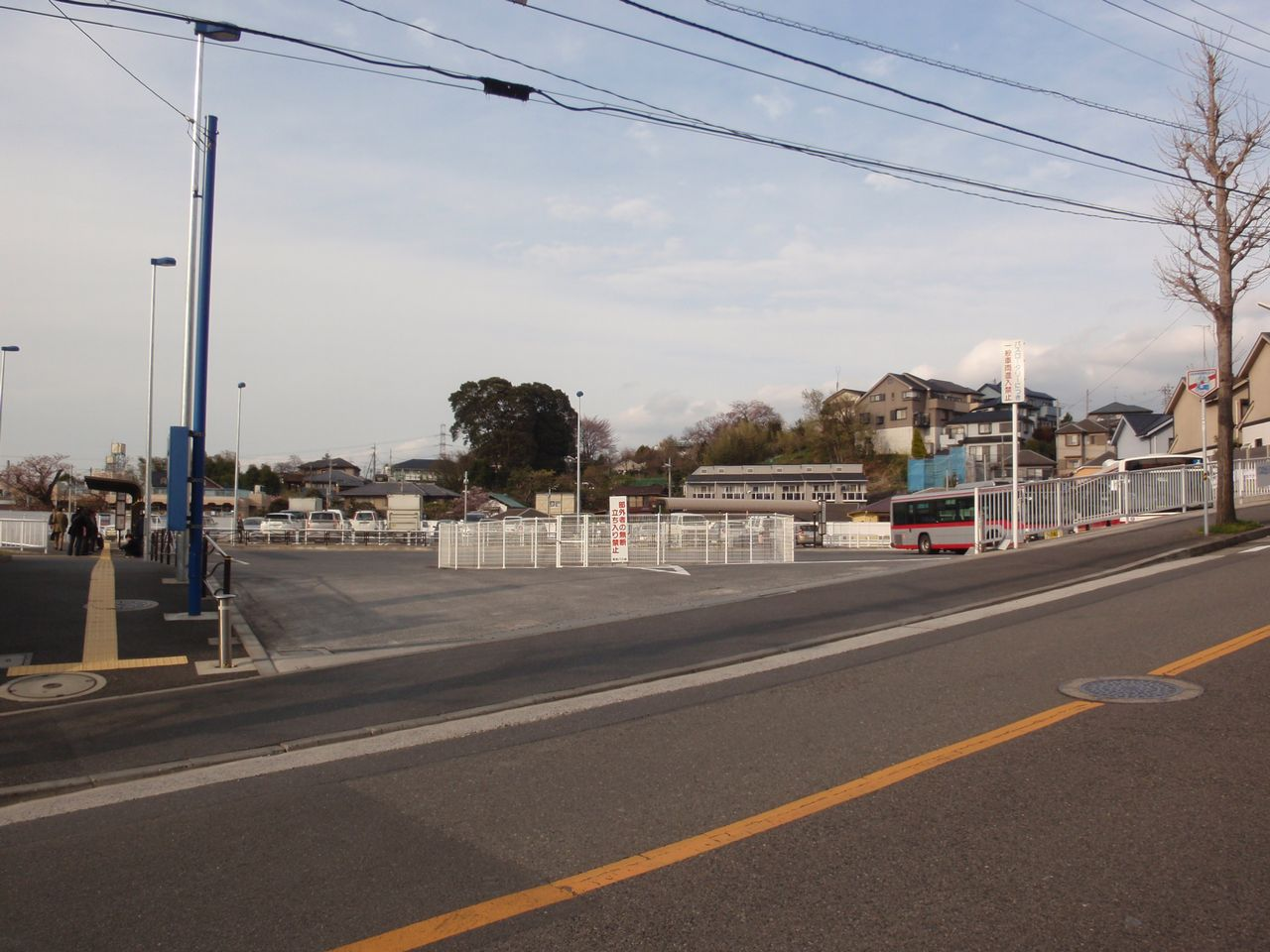
柿生駅前バスターミナル（南口）

バス停留所名は、川崎市バス・東急バスが「柿生駅前（行先表示は柿生駅）」、小田急バスが「柿生駅南口」である。
- 1番のりば
  - 柿04：鷲ヶ峰営業所行（川崎市バス）
  - 柿21：横浜美術大学経由 こどもの国行（小田急バス） ※休日1本のみ
- 2番のりば（東急バス）
  - 柿01：琴平下・日吉の辻経由 たまプラーザ駅行
  - 柿02：琴平下・虹が丘一丁目経由 すすき野団地行 ※平日1本のみ
  - 柿02：裏門坂・王禅寺坂上経由 虹が丘団地行 ※平日1本のみ
  - 柿02：裏門坂・王禅寺坂上経由 すすき野団地行 ※平日1本、土休日2本のみ
  - 柿33：王禅寺中央中経由 すすき野団地行 ※平日1本のみ

### 北口
バス停留所名は「柿生駅北口」で、全て小田急バスが運行する。
以前は北口改札口が朝のラッシュ時のみの開設であったため、北口バスのりばへは一度南口改札を出て北側にある踏切を経由する必要があったが、1990年代に解消された。
- 4番のりば
  - 柿22：桐蔭学園行
  - 柿23：市が尾駅行
  - 柿25：鴨志田団地 循環 柿生駅⇄寺家町
- 5番のりば
  - 柿24：稲城駅行
  - 柿24：駒沢学園行 ※平日・土曜1本のみ
  - 柿24：稲城台病院入口経由 若葉台駅行 ※休日1本のみ
  - 柿24：稲城市役所経由 調布駅南口行 ※休日1本のみ
  - 柿24：下黒川行 ※平日1本のみ
  - 系統なし：平尾団地行 ※休日1本のみ
- 臨時のりば - ※平日・土曜 朝6:30〜8:30のみ使用。マルエツ駐車場に設置。
  - 柿22：桐蔭学園行
  - 柿22：急行 桐蔭学園行

## 隣の駅
小田急電鉄
 小田原線

■快速急行・■急行
通過
□通勤準急・■準急・■各駅停車（通勤準急は平日朝上りのみ、準急は平日夜間下りのみ）
新百合ヶ丘駅 (OH 23) - 柿生駅 (OH 24) - 鶴川駅 (OH 25)